# Alexander Djiku
Alexander Djiku, né le 9 août 1994 à Montpellier (Hérault), est un footballeur international ghanéen évoluant au poste de défenseur au Fenerbahçe SK.

## Biographie

### Jeunesse
Alexander Djiku est né à Montpellier, dans l'Hérault. Son père est ghanéen et sa mère est française, il est contacté en septembre 2020 par le sélectionneur des Black Stars pour un match programmé le mois suivant et répond favorablement à la demande. 
Le jeune Alexander Djiku joue d'abord à Clermont l'Hérault, où il fait ses armes dans le club local de La Clermontaise Football. Il signe ensuite au FC Castelnau-Le Crès, un des clubs satellite du président Louis Nicollin, pendant quatre années. Alors passé entre les mailles du filet du Montpellier Hérault Sport Club, il va rebondir avec les U17 Nationaux de l'AS Perpignan-Méditerranée, tout en poursuivant ses études secondaires au lycée général. 
Lors d'un tournoi inter-région à la Grande Motte, il est repéré par Ghislain Printant et file au Sporting Club de Bastia où il signera son premier contrat professionnel. En juin 2012, il obtient le baccalauréat S (scientifique).

### En club

#### SC Bastia
Alexander Djiku effectue sa formation de footballeur au Sporting Bastia en tant que défenseur central, mais étant polyvalent, il évolue souvent en tant qu'arrière latéral. 
Il fait ses débuts en équipe première en Coupe de la Ligue contre l'Évian TG en décembre 2013.
Il marque son premier but en Ligue 1, le 21 décembre 2016, à Furiani, contre l'Olympique de Marseille, mais ne peut empêcher la défaite de son équipe 1-2.
Le 10 juillet 2017, le Sporting Bastia  le vend pour une indemnité de 2 millions d'euros, au Stade Malherbe, dans le but d'équilibrer ses comptes avant son passage devant la DNCG, et ainsi éviter une relégation administrative,.

#### SM Caen
À la suite de la relégation administrative du Sporting en National 3, il rejoint le 11 juillet 2017, le SM Caen pour une durée de quatre ans. Installé par Patrice Garande en défense centrale au côté de Damien Da Silva, il souffre d'une élongation au mollet à la suite de la 5e journée lors de la réception du Dijon FCO. Souffrant également du tendon d'Achille, il profite de cette indisponibilité pour se faire opérer le 21 septembre, le rendant indisponible jusque mi-novembre. Malgré, ses 7 matchs manqués en première partie de saison, il fait partie des révélations France Football de la phase aller, avec notamment des joueurs comme Houssem Aouar, Karl Toko-Ekambi ou encore Mariano Díaz. Il bouclera sa première saison sous les couleurs du Stade Malherbe de Caen avec 28 matchs de championnat. 
Au cours de l'intersaison, le jeune Français est annoncé sur les tablettes de grands clubs européens de football comme l'Olympique de Marseille, le  Sevilla Fútbol Club, et l'Olympique Lyonnais. 
Après plusieurs semaines d'annonces contradictoires dans les médias, Djiku prolonge au Stade Malherbe de Caen jusqu'en 2022. 

#### RC Strasbourg
Le 5 juillet 2019, Alexander Djiku s'engage pour 4 ans avec le RC Strasbourg. Il devient le transfert le plus cher du club alsacien avec un montant s'élevant à 6 millions d'euros[réf. nécessaire]. Au cours de la saison 2020/21, il se signale comme l’un des meilleurs joueurs de Strasbourg et l’un des défenseurs de Ligue 1 le plus efficace.
Au terme de la saison 2021-2022, il est élu meilleur joueur ghanéen de l'année lors des Ghana Football Awards. Ses bonnes performances avec le RC Strasbourg — le club termine sixième de Ligue 1 — et sa participation à la qualification du Ghana pour la Coupe du monde 2022 lui permettent d'obtenir cette distinction.

#### Fenerbahçe SK
Le 10 juillet 2023, Alexander Djiku s'engage librement en faveur du Fenerbahçe SK jusqu'en 2026 avec une année en option.

### En équipe nationale
Djiku participe avec le Ghana à sa première compétition internationale lors de la Coupe d'Afrique des nations 2021 organisée au Cameroun. Le 14 novembre 2022, il est sélectionné par Otto Addo pour participer à la Coupe du monde 2022. Le 31 décembre 2023, il est retenu dans la liste des vingt-sept joueurs ghanéens sélectionnés par Chris Hughton pour disputer la Coupe d'Afrique des nations 2023.

## Style de jeu
Alexander Djiku est un défenseur complet, avec à la fois des qualités de duels aériens, de tacles, d'interceptions et de concentration. Selon, son ancien entraineur, Patrice Garande, il brille, aussi, par sa sérénité balle au pied et son leadership.

## Statistiques
| Saison                | Club                  | Championnat           | Championnat | Championnat | Coupe nationale | Coupe nationale | Coupe de la Ligue | Coupe de la Ligue | Compétition(s) continentale(s) | Compétition(s) continentale(s) | Compétition(s) continentale(s) | Ghana | Ghana | Total | Total |
| Saison                | Club                  | Division              | M.          | B.          | M.              | B.              | M.                | B.                | Comp.                          | M.                             | B.                             | M.    | B.    | M.    | B.    |
| 2013-2014             | SC Bastia             | Ligue 1               | -           | -           | -               | -               | 1                 | 0                 | -                              | -                              | -                              | -     | -     | 1     | 0     |
| 2014-2015             | SC Bastia             | Ligue 1               | 2           | 0           | 1               | 0               | 2                 | 0                 | -                              | -                              | -                              | -     | -     | 5     | 0     |
| 2015-2016             | SC Bastia             | Ligue 1               | 20          | 0           | 1               | 0               | -                 | -                 | -                              | -                              | -                              | -     | -     | 21    | 0     |
| 2016-2017             | SC Bastia             | Ligue 1               | 23          | 1           | 1               | 0               | -                 | -                 | -                              | -                              | -                              | -     | -     | 24    | 1     |
| Sous-total            | Sous-total            | Sous-total            | 45          | 1           | 3               | 0               | 3                 | 0                 | -                              | -                              | -                              | -     | -     | 51    | 1     |
| 2017-2018             | SM Caen               | Ligue 1               | 28          | 0           | 4               | 0               | 1                 | 0                 | -                              | -                              | -                              | -     | -     | 33    | 0     |
| 2018-2019             | SM Caen               | Ligue 1               | 31          | 1           | 3               | 0               | 1                 | 0                 | -                              | -                              | -                              | -     | -     | 35    | 1     |
| Sous-total            | Sous-total            | Sous-total            | 59          | 1           | 7               | 0               | 2                 | 0                 | -                              | -                              | -                              | -     | -     | 68    | 1     |
| 2019-2020             | RC Strasbourg         | Ligue 1               | 25          | 1           | 1               | 1               | 2                 | 0                 | C3                             | 5                              | 0                              | -     | -     | 33    | 2     |
| 2020-2021             | RC Strasbourg         | Ligue 1               | 30          | 0           | -               | -               | -                 | -                 | -                              | -                              | -                              | 6     | 0     | 36    | 0     |
| 2021-2022             | RC Strasbourg         | Ligue 1               | 31          | 1           | 2               | 0               | -                 | -                 | -                              | -                              | -                              | 11    | 1     | 44    | 2     |
| 2022-2023             | RC Strasbourg         | Ligue 1               | 31          | 1           | -               | -               | -                 | -                 | -                              | -                              | -                              | 4     | 0     | 35    | 1     |
| Sous-total            | Sous-total            | Sous-total            | 117         | 3           | 3               | 1               | 2                 | 0                 | -                              | 5                              | 0                              | 21    | 1     | 148   | 5     |
| 2023-2024             | Fenerbahçe            | Süper Lig             | 25          | 3           | -               | -               | -                 | -                 | C4                             | 11                             | 0                              | 10    | 1     | 46    | 4     |
| 2024-2025             | Fenerbahçe            | Süper Lig             | 25          | 0           | 1               | 0               | -                 | -                 | C1+C3                          | 4+8                            | 1                              | 4     | 0     | 42    | 1     |
| Sous-total            | Sous-total            | Sous-total            | 50          | 3           | 1               | 0               | -                 | -                 | -                              | 23                             | 1                              | 14    | 1     | 88    | 5     |
| Total sur la carrière | Total sur la carrière | Total sur la carrière | 271         | 8           | 14              | 1               | 7                 | 0                 | -                              | 28                             | 1                              | 33    | 2     | 353   | 12    |

### Liste des matchs internationaux
| Matchs internationaux d'Alexander Dijku | Matchs internationaux d'Alexander Dijku | Matchs internationaux d'Alexander Dijku        | Matchs internationaux d'Alexander Dijku | Matchs internationaux d'Alexander Dijku | Matchs internationaux d'Alexander Dijku             | Matchs internationaux d'Alexander Dijku                           |
|                                         | Date                                    | Lieu                                           | Adversaire                              | Résultat                                | Compétition                                         | Notes                                                             |
| --------------------------------------- | --------------------------------------- | ---------------------------------------------- | --------------------------------------- | --------------------------------------- | --------------------------------------------------- | ----------------------------------------------------------------- |
| 1.                                      | 9 octobre 2020                          | Emirhan Sport Complex (en), Antalya, Turquie   | Mali                                    | 3 - 0                                   | Match amical                                        | Titulaire.                                                        |
| 2.                                      | 12 octobre 2020                         | Complexe sportif Mardan, Antalya, Turquie      | Qatar                                   | 5 - 1                                   | Match amical                                        | Titulaire.                                                        |
| 3.                                      | 12 novembre 2020                        | Cape Coast Sports Stadium, Cape Coast, Ghana   | Soudan                                  | 2 - 0                                   | Qualification CAN 2021                              | Titulaire.                                                        |
| 4.                                      | 17 novembre 2020                        | Al Hilal Stadium, Omdurman, Soudan             | Soudan                                  | 1 - 0                                   | Qualification CAN 2021                              | Titulaire et remplacé par Joseph Aidoo à la 79e minute de jeu.    |
| 5.                                      | 8 juin 2021                             | Complexe sportif Moulay-Abdallah, Rabat, Maroc | Maroc                                   | 1 - 0                                   | Match amical                                        | Entre en jeu à la place de Nicholas Opoku à la 46e minute de jeu. |
| 6.                                      | 12 juin 2021                            | Cape Coast Sports Stadium, Cape Coast, Ghana   | Côte d'Ivoire                           | 0 - 0                                   | Match amical                                        | Titulaire et remplacé par Abdul Ganiyu à la 73e minute de jeu.    |
| 7.                                      | 3 septembre 2021                        | Cape Coast Sports Stadium, Cape Coast, Ghana   | Éthiopie                                | 1 - 0                                   | Qualifications Coupe du Monde 2022                  | Titulaire.                                                        |
| 8.                                      | 6 septembre 2021                        | FNB Stadium, Johannesbourg, Afrique du Sud     | Afrique du Sud                          | 1 - 0                                   | Qualifications Coupe du Monde 2022                  | Titulaire.                                                        |
| 9.                                      | 9 octobre 2021                          | Baba Yara Stadium, Kumasi, Ghana               | Zimbabwe                                | 3 - 1                                   | Qualifications Coupe du Monde 2022                  | Titulaire.                                                        |
| 10.                                     | 12 octobre 2021                         | National Sports Stadium, Harare, Zimbabwe      | Zimbabwe                                | 0 - 1                                   | Qualifications Coupe du Monde 2022                  | Titulaire et remplacé par Joseph Aidoo à la 74e minute de jeu.    |
| 11.                                     | 14 novembre 2021                        | Baba Yara Stadium, Kumasi, Ghana               | Afrique du Sud                          | 1 - 0                                   | Qualifications Coupe du Monde 2022                  | Titulaire.                                                        |
| 12.                                     | 5 janvier 2021                          | Stade Education City, Al Rayyan, Qatar         | Algérie                                 | 3 - 0                                   | Match amical                                        | Titulaire.                                                        |
| 13.                                     | 10 janvier 2022                         | Stade Ahmadou Ahidjo, Yaoundé, Cameroun        | Maroc                                   | 0 - 2                                   | CAN 2021                                            | Titulaire.                                                        |
| 14.                                     | 14 janvier 2022                         | Stade Ahmadou Ahidjo, Yaoundé, Cameroun        | Gabon                                   | 1 - 1                                   | CAN 2021                                            | Titulaire.                                                        |
| 15.                                     | 18 janvier 2022                         | Stade Roumdé Adjia, Garoua, Cameroun           | Comores                                 | 2 - 3                                   | CAN 2021                                            | Titulaire et buteur.                                              |
| 16.                                     | 25 mars 2022                            | Baba Yara Stadium, Kumasi, Ghana               | Nigeria                                 | 0 - 0                                   | Qualifications Coupe du Monde 2022 - Barrage aller  | Titulaire.                                                        |
| 17.                                     | 29 mars 2022                            | Abuja Stadium, Abuja, Nigeria                  | Nigeria                                 | 1 - 1                                   | Qualifications Coupe du Monde 2022 - Barrage retour | Titulaire.                                                        |
| 18.                                     | 23 septembre 2022                       | Stade Océane, Le Havre, France                 | Brésil                                  | 3 - 0                                   | Match amical                                        | Titulaire.                                                        |
| 19.                                     | 24 novembre 2022                        | Stade 974, Doha, Qatar                         | Portugal                                | 3 - 2                                   | Coupe du Monde 2022                                 | Titulaire.                                                        |
| 20.                                     | 28 novembre 2022                        | Stade Education City, Al Rayyan, Qatar         | Corée du Sud                            | 2 - 3                                   | Coupe du Monde 2022                                 | Entre en jeu à la place de Mohammed Kudus à la 83e minute de jeu. |
| 21.                                     | 23 mars 2023                            | Baba Yara Stadium, Kumasi, Ghana               | Angola                                  | 1 - 0                                   | Qualification CAN 2023                              | Titulaire et remplacé par Joseph Aidoo à la 87e minute de jeu.    |

## Palmarès
Alexander Djiku est vice-champion de Turquie en 2024 et 2025 avec Fenerbahçe SK.